# Philibert Humbla (borgmästare)

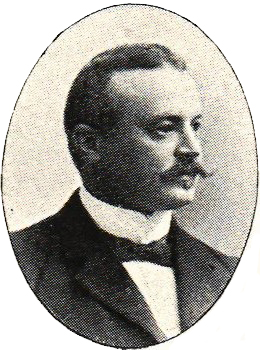
Philibert Humbla vid tiden för sin utnämning till borgmästare.

Frans Wilhelm Philibert Humbla, född den 19 september 1863 i Lund, död den 23 maj 1925, var en svensk jurist och borgmästare i Sölvesborgs stad.
Humbla var son till juridikprofessorn vid Lunds universitet, Philibert Humbla och dennes hustru Maria, född Ewerlöf. Efter avlagd mogenhetsexamen 1882 inskrevs Humbla junior vid sagda universitet och avlade där hovrättsexamen 1887. Efter tingstjänstgöring samt tjänstgöring i Hovrätten över Skåne och Blekinge (som tillförordnad notarie från 1892 och notarie från 1894) utnämndes han 1902 till borgmästare i Sölvesborgs stad. Vid sidan härav innehade han ett flertal kommunala och andra förtroendeuppdrag. Han var bland annat kassadirektör vid
Skånes Enskilda Banks kontor i Sölvesborg. 
Starkt intresserad av idrott var Humbla en av initiativtagarna till grundandet av Sölvesborgs Gymnastik- och Idrottsförening (SGIF), vars förste ordförande han var 1915–1919. 
Humbla var från 1895 gift med Alma Linnéa Elin Rydberg, med vilken han fick sonen Philibert Humbla, sedermera museiman i Göteborg och Gävle, och dottern Hildegard Maria (född 1898). 
Humbla avled "genom olyckshändelse".